# Galumna comparabilis
Galumna comparabilis är en kvalsterart som beskrevs av Engelbrecht 1972. Galumna comparabilis ingår i släktet Galumna och familjen Galumnidae. Inga underarter finns listade i Catalogue of Life.